# Externsteine

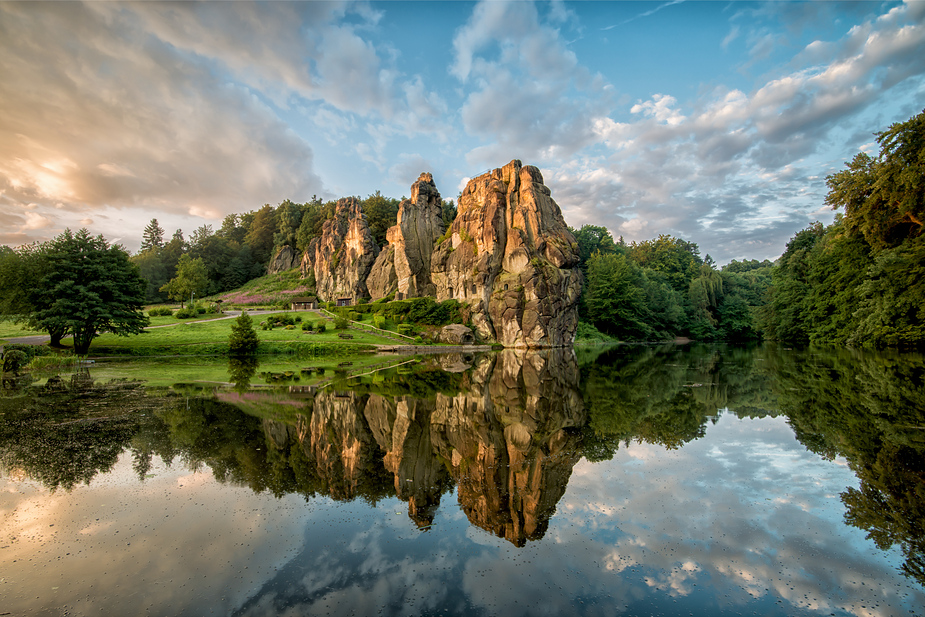
Vista del conjunto.

Externsteine (51°52′8″N 8°55′3″E / 51.86889, 8.91750) es un complejo megalítico situado en Alemania, en el estado de Renania del Norte-Westfalia, en el Bosque Teutónico, cerca de la ciudad de Detmold. El sitio consta de algunas columnas de roca, altas y estrechas, que se alzan dentro del bosque. Se cree que la etimología del nombre está vinculada a la cercana cadena montañosa llamada Eggegebirge (el nombre significaría, pues, rocas del Egge). 
Desde el punto de vista geológico, las rocas están constituidas de arenisca y son originarias del Cretácico (hace unos 120 millones de años). 

## Historia

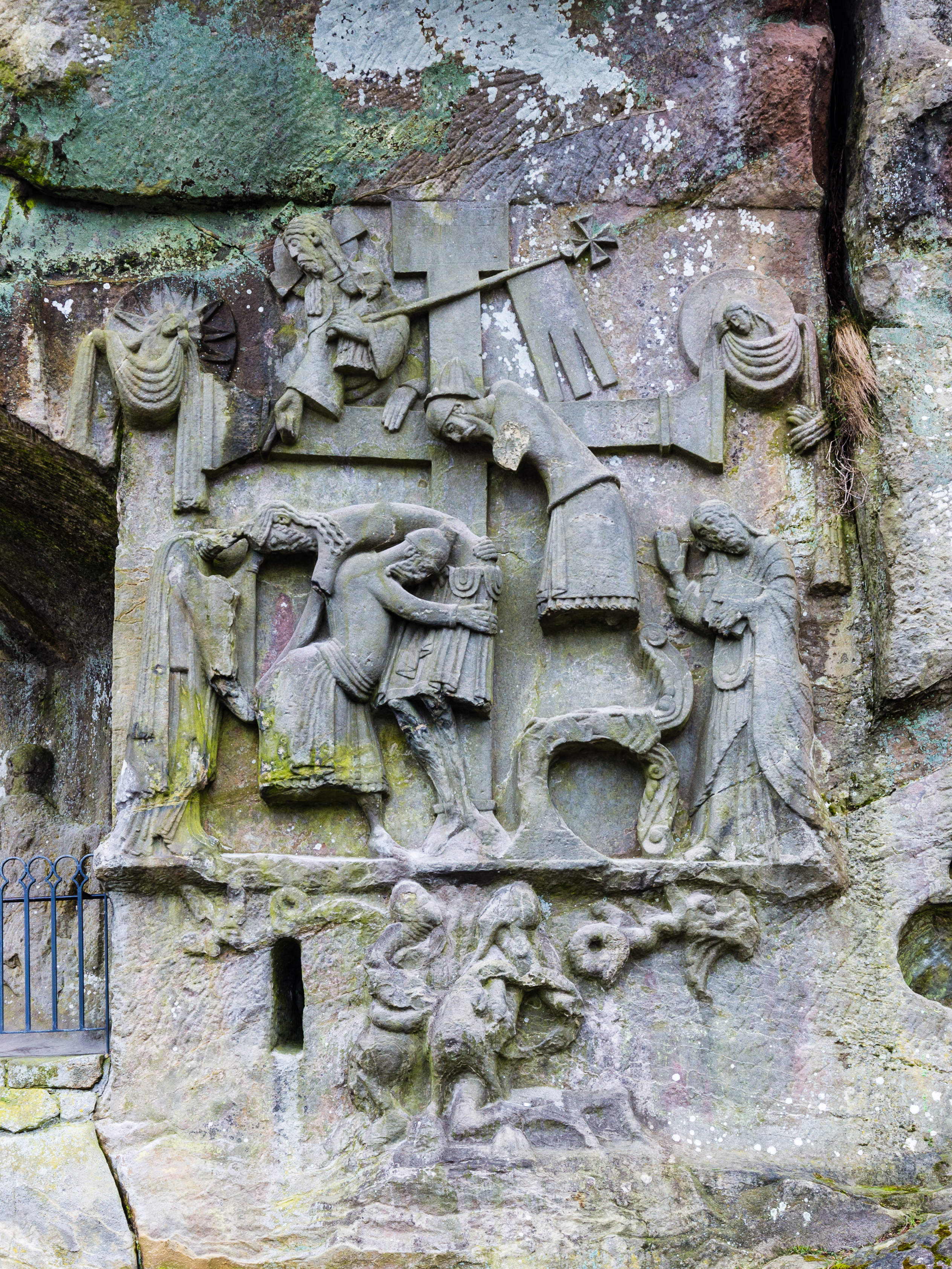
Una de las escenas esculpidas en las rocas de Externsteine. Ésta muestra el descenso de la Cruz de Jesucristo. Se cree que el árbol torcido situado bajo la escena sea el Irminsul, humillado por el triunfo de la cristiandad.

Se cree que Externsteine ha sido un importante lugar religioso para las poblaciones teutonas y para sus predecesoras, antes de la llegada del cristianismo en el norte de Europa. Así lo testimonia el texto Oldenburgisch Chronicon (1564), del historiador y teólogo luterano Hermann Hamelmann. 
No obstante, las excavaciones arqueológicas no han localizado ningún resto anterior al siglo XI, aparte de algunos instrumentos de piedra de unos 10 000 años de antigüedad. 
La primera noticia históricamente documentada relativa al sitio se remonta a 1093, cuando el territorio circundante fue adquirido por el monasterio Abdinghof de Paderborn. De este periodo datan huellas de actividades humanas, como la talla de imágenes cristianas en roca.
Los últimos habitantes paganos de la región fueron los sajones, derrotados y convertidos por Carlomagno. Las crónicas testimonian que Carlomagno destruyó el Irminsul sajón en 772.
En los años 1920, el historiador alemán Wilhelm Teudt sugirió que Irminsul se encontraría justo en Externsteine. En 1933, Teudt se hizo miembro del Partido Nacionalsocialista y propuso convertir Externsteine en un "bosque sagrado" como conmemoración de los antepasados. 
El dirigente de las SS Heinrich Himmler apoyó tal idea y constituyó la "Fundación Externstein". La Ahnenerbe mostró un gran interés por el lugar y estudió las rocas por su valor en la cultura y folklore alemanes.
Algunos neopaganos siguen creyendo que el Irminsul estaba localizado cerca de Externsteine, basándose sobre todo en una particular incisión del siglo XII, en la cual se representa un árbol doblado por el peso de la Cruz. El interés por el sitio sigue siendo muy alto por parte de grupos nacionalistas alemanes y continúa siendo un lugar muy visitado.